# Бетінешть
Бетінешть, Бетінешті (рум. Bătinești) — село у повіті Вранча в Румунії. Входить до складу комуни Цифешть.
Село розташоване на відстані 175 км на північний схід від Бухареста, 14 км на північ від Фокшан, 81 км на північний захід від Галаца, 121 км на схід від Брашова.

## Населення
За даними перепису населення 2002 року у селі проживали 866 осіб, з них 865 осіб (99,9%) румунів. Усі жителі села рідною мовою назвали румунську.